# Gesamtdeutsche Volkspartei
Gesamtdeutsche Volkspartei (GVP) var ett parti i Tyskland 1952-1957. Det grundades som protest mot Konrad Adenauers västpolitik. Det grundades av bland andra Gustav Heinemann 1952 men hade inga valframgångar och upplöstes 1957. Många av medlemmarna gick istället över till SPD, bland dem Heinemann, Johannes Rau och Erhard Eppler.